# Самац (ТВ филм)
„Самац” је југословенски ТВ филм из 1976. године. Режирао га је Марио Фанели а сценарио је написао Казимир Кларић

## Улоге
| Глумац            | Улога |
| ----------------- | ----- |
| Лела Маргитић     |       |
| Божидар Смиљанић  |       |
| Вања Драх         |       |
| Милан Срдоч       |       |
| Златко Мадунић    |       |
| Мустафа Надаревић |       |
| Нева Булић        |       |
| Фабијан Шоваговић |       |
| Борис Бузанчић    |       |
| Зденка Трах       |       |